# Bir Ben Laabed
Bir Ben Laabed là một đô thị thuộc tỉnh Médéa, Algérie. Dân số thời điểm năm 2002 là 10.543 người.